# Phyllanthus frodinii
Phyllanthus frodinii är en emblikaväxtart som beskrevs av Airy Shaw. Phyllanthus frodinii ingår i släktet Phyllanthus och familjen emblikaväxter. Inga underarter finns listade i Catalogue of Life.